# Olaf Förster
Olaf Förster (Karl-Marx-Stadt, 2 novembre 1962) è un ex canottiere tedesco.

## Palmarès

### Olimpiadi
- 1 medaglia:
  - 1 oro (Seul 1988 nel quattro senza)

### Mondiali
- 5 medaglie:
  - 2 ori (Copenaghen 1987 nel quattro senza; Bled 1989 nel quattro senza)
  - 3 bronzi (Hazewinkel 1985 nel quattro senza; Nottingham 1986 nel due di coppia; Tasmania 1990 nel quattro senza)

### Giochi dell'Amicizia
- 1 medaglia:
  - 1 argento (Mosca 1984 nel quattro senza)